# Сражение на реке Моддер
Сражение на реке Моддер — одна из битв в ходе Второй англо-бурской войны, которая произошла на берегу реки Моддер 28 ноября 1899 года на территории Оранжевой республики.

## Перед сражением
После сражения у станции Бельмонт Пол Сэнфорд Метуэн дал 26 ноября своим войскам отдых, после чего 28 ноября подошёл к реке Моддер. Силы Метуэна состояли из двух пехотных бригад, двух конных полков, трех батарей полевой артиллерии и четырех орудий морской бригады. Британская кавалерия предприняла несколько попыток разведать местность перед армией, но совершенно не смогла обнаружить бурские окопы и другие приготовления.
Переправа через реку была занята отрядом в тысячу бойцов из Оранжевой республики и восемьсот трансваальцев. Де ла Рей предложил на берегу реки Моддер вырыть окопы, малозаметные на расстоянии, откуда из винтовок можно было простреливать вельд на большую дистанцию, не подвергаясь риску оказаться под огнем британской артиллерии. Буры также рассредоточили свои шесть полевых орудий к северу от Моддера и восточнее. Они вырыли несколько огневых точек для каждого орудия, что позволяло менять позицию и избегать контрбатарейного огня.

## Ход сражения
По подошедшим примерно за милю к реке британским войскам буры открыли огонь. Большинству британских солдат пришлось залечь. Попытка обойти буров слева закончилась неудачей, так как не смогли перейти реку Риет. Британские орудия обстреляли здания вокруг железнодорожного вокзала, а также тополя на северном берегу реки, но не попали в окопы буров на южном берегу. Тем временем бурские орудия продолжали беспрепятственно вести огонь, регулярно меняя позицию.
Большая часть британской пехоты лежала на земле, страдая от жары и жажды. Так как сражение зашло в тупик, Метуэн прискакал на поле битвы, пытаясь возобновить атаку, но был ранен.
Около полудня солдаты бригады Пола-Карю обнаружили открытый бурский правый фланг у брода Росмид вниз по течению. Британская пехота перешла брод около 13:00 и выбила буров из деревни Росмид. Атака была не скоординированной, и британцы понесли потери от собственной артиллерии. К ночи Де ла Рей оттеснил их на небольшой ненадежный плацдарм. Однако буры опасались, что теперь они стали уязвимы для обхода с правого фланга, поэтому ночью отступили.

## Результаты
Успеху обороняющихся во многом содействовали ошибки англичан: отсутствие разведки, атака с фронта по открытой местности без демонстрации в каком-либо другом пункте, развертывание линейного характера всех сил сразу (гвардейская бригада — к востоку от железной дороги и 9-я бригада — к западу от неё), отсутствие резервов и ведение боя на том участке реки, который давал бурам возможность охвата флангов.
Потери англичан — 24 офицера, 461 рядовых убитыми и ранеными, буров — 18 человек. Ближайшим результатом сражения на реке Моддер, несмотря на то что буры оставили свои позиции, была приостановка дальнейшего наступления дивизии Метуэна, с целью выждать подхода подкреплений.
С прибытием последних, когда численность английских войск возросла до 12000 солдат, Метуэн вновь перешел в наступление, следующим этапом которого стало сражение у Магерсфонтейна.